# Charles Monteil
Charles Monteil (* 1871; † 1949) war ein französischer Afrikanist und Ethnologe, der in Französisch-Sudan forschte. Als wichtige völkerkundliche Monographien gelten seine Werke über die Bambara von Ségou und Kaarta sowie das über die Khassonké.

## Werke
- Les Bambara du Ségou et du Kaarta. G.-P. Maisonneuve & Larose, Paris 1977. (Wiederauflage des Originalwerks von 1924)
- Une cité soudanaise, Djenné, métropole du delta central du Niger (1932) Société d'éditions géographiques, maritimes et coloniales (2. éd. Paris : Ed. Anthropos, 1971)
- Les empires du Mali: étude d’histoire et de sociologie soudanaises. Paris : Maisonneuve et Larose, 1929
- Le Coton chez les Noirs. Paris, Larose 1927. (Gouvernement général de l’Afrique Occidentale française. Publications du comite d’études historiques et scientifiques. 2,4.)
- Les Khassonké. Monographie d’une peuplade du Soudan français. Paris, Leroux 1915. (Collection de la Revue du Monde Musulman.5.)
- Soudan francais. Contes soudanais. Préface de René Passet. - Paris 1905. (Collection de contes et de chansons populaires.28.)
- État actuel de nos connaissances sur l'AOF (27) Emile Larose